# Hygrohypnum coreanum
Hygrohypnum coreanum là một loài rêu trong họ Amblystegiaceae. Loài này được Cardot mô tả khoa học đầu tiên năm 1913.